# Marek Ostrowski (voetballer)
Marek Ostrowski (Skrwilno, 22 november 1959 – Stockerau, 6 maart 2017) was een profvoetballer uit Polen, die zijn actieve carrière in 1989 beëindigde bij de club die hij acht seizoenen diende, Pogoń Szczecin. Hij overleed in Oostenrijk op 57-jarige leeftijd.

## Clubcarrière
Ostrowski speelde acht seizoenen als middenvelder in eigen land bij Pogoń Szczecin, met wie hij tweemaal (1981 en 1982) in de finale stond van de Poolse bekercompetitie.

## Interlandcarrière
Ostrowski kwam in totaal 37 keer (één doelpunt) uit voor de nationale ploeg van Polen in de periode 1981–1987, en nam met zijn land deel aan het WK voetbal 1986. Hij maakte zijn debuut op 25 januari 1981 in een vriendschappelijke uitwedstrijd tegen Japan (0-2). Polen speelde begin 1981 vier duels in en tegen Japan met de nationale jeugdploeg (tot 23 jaar). Niettemin beschouwt de Poolse voetbalbond deze vier wedstrijden als officiële A-interlands, reden waarom Ostrowski 37 en niet 33 interlands achter zijn naam heeft staan.
| Interlanddoelpunt | Interlanddoelpunt | Interlanddoelpunt | Interlanddoelpunt   | Interlanddoelpunt | Interlanddoelpunt | Interlanddoelpunt | Interlanddoelpunt |
| #                 | Datum             | Locatie           | Wedstrijd           | Goal(s)           | Score             | Uitslag           | Wedstrijd         |
| ----------------- | ----------------- | ----------------- | ------------------- | ----------------- | ----------------- | ----------------- | ----------------- |
| 1                 | 19/05/1985        | Athene            | Griekenland – Polen | 58'               | 1 – 2             | 1 – 4             | WK-kwalificatie   |

## Erelijst
Pogoń Szczecin
- Poolse beker

Finalist in 1981, 1982